# スリップストリーム
スリップストリーム (slipstream) とは、プロペラを使用する航空機の後方に発生する後方に向いたらせん状の空気流、高速走行する物体の直後に発生する現象、もしくはスポーツ競技においてその現象を利用し直前を走行する人物・物体を抜き去る際に用いられる技術のこと。
主にモータースポーツなどのスポーツ用語として用いられ、競技やカテゴリによってはドラフト（Draft）ドラフティング（Drafting〈英語版〉）またはトー (Tow) トーイング (Towing) ともいう。

## 解説
走行中の物体は、空気による抵抗力を常に受けている。抗力においては相対速度のみが2乗で加算されるため、低速域での空気抵抗は限定的であるが、ある程度の高速域になると急激に抵抗力が強くなるので、加速のためのエネルギーの多くが空気抵抗に打ち勝つことに費やされてしまい、速度が空気抵抗に制限され頭打ちとなる。その状態の時、物体の真後ろ近辺では前方で空気を押しのけた分気圧が下がっており、そこでは空気の渦が発生し周りの空気や物体などを吸引する効果を生むほか、空気抵抗も通常より低下した状態となっている。この現象をスリップストリームと言う。
このスリップストリームの中に物体が入る（真後ろに張り付く）事により、気圧低下による吸引効果や空気抵抗の低減によって、走行中の速度域において通常と同じ速度をより低い出力で発揮することが可能となり、これにより生まれた動力装置の余剰出力を使っての加速が可能となる。また自動車などの場合はエンジンなど動力装置の負荷軽減などの効果も生まれる。
スリップストリームを利用して加速した物体は、前の物体を抜き去る際にスリップストリームから脱出する事になるのだが、脱出した後は素の状態の空気抵抗を直に受けてしまうことになり、物体は急速に加速力を失い、最終的には速度が元に戻ってしまう。しかし、実際にはスリップストリームに入っている状態で稼いだ速度（または加速力）を残したまま脱出することになるので、しばらくは空気抵抗での頭打ちになる以上の速度を維持する事ができ、その間を利用して前方の物体を抜き去る事ができる。
スリップストリームの発生する範囲は、物体の速度域が高いほど広くなる。また前方部の物体の前方投影面積が大きいほど範囲も広くなる。(特に大型トラックを向かい風の中で追い越す際は、急激に空気抵抗が増えるため、あたかも妨害のためにトラックが加速したと錯覚するほど強く作用する場合もある。)

### メリット
上述の通りスリップストリームを利用した場合は追い抜き行為が容易になり、追い抜きの際の負荷も軽減させることが出来る。加えて自動車などの場合はエンジンへの負荷軽減により燃費を改善させるといった利点もある。

### デメリット
空気の薄いスリップストリームから空気圧の高い層への移動は空気の圧力が急激に変化するため、物体が不安定になりやすく、また速度域によってはスリップストリームの周辺部分に後方乱気流が発生するため、抜き去り行為の際に物体の挙動が極端に不安定になりやすい。そのため、特にモータースポーツなどの高速域でのスリップストリームを用いるカテゴリでは、後方のマシンがスリップを出た途端にスピンやコースアウトを喫する場面がしばしば見られる。
また自動車においては、空気の流量が減少してしまうためにラジエターなどの冷却装置の性能が低下するほか、エアロパーツなどの空力部品の性能も満足に発揮されずダウンフォースも低下するなどの欠点もあり、特に車の前方に当たる風圧が極端に減少するため、マシンがアンダーステア傾向となりやすい。
このため、スリップストリームに入る場合は、利点と欠点のバランスを取れるゾーンに絞る必要がある。

## バックスリップ
スリップストリームの中に物体が入っている状態のとき、先行する物体においても、後方に出来て抵抗となる空気の渦が整流される事により空気抵抗が減り、若干スピードが上がる。これはバックスリップと呼ばれる。バックスリップの効果はスリップストリームの効果よりも希薄であり、自動車競技においては超高速戦であるNASCARやインディカーで無い限り効果はほとんど感じられない。

## スポーツ
スピード系のスポーツにおいては、スリップストリームがしばしば競技成績を左右することになる。用語については、自転車競技やインディカー・シリーズやNASCARをはじめとする北米のモータースポーツにおいては、「ドラフティング」「トーイング」という語が主に用いられる。

### モータースポーツ
モータースポーツにおいては超高速域での競技という特色から、古くよりスリップストリームが競技成績を左右する重要なファクターとして用いられている。特にワンメイクレースのように使用マシンごとの差が非常に小さいものの場合、運転者の技量が互角の場合はスリップストリームを利用しない限り前車を追い抜くのが難しくなっている。
上記の通りスリップストリームの範囲は高速になるほど広がってゆくが、それでもモータースポーツにおける速度域では相当な距離まで接近しないとその効果が現れにくい。そのためレース走行においてスリップストリームを利用する際は、利用する側もされる側も双方がある種の信頼関係の下で行うものであり、利用される側が相手の目前で急ブレーキを行うのはブレーキテストと呼ばれ、大変な危険行為として忌み嫌われている。またルール上はグレーゾーンとなるが、カテゴリーによってはスリップストリームで引っ張ってくれた前走車を何回か後から押してあげることがマナーとされる場合もある。
またNASCARではスリップストリームを利用するマシンが数珠繋ぎとなって走行するのが名物となっており、数珠繋ぎに加わることが出来ず（スリップストリームが使えず）、また後ろに誰も付いてくれずに孤立してしまったマシン（バックスリップの加護を得られない）がズルズルと後退していく姿がしばしば見られる。
一方で、今日のF1はあまりにも空力に頼りすぎたマシンになっているためスリップストリームのデメリット部分が顕著に出やすい。前輪にかかるダウンフォースの低下によりハンドリングがアンダーステアとなりコースアウトの原因になるなど、マシンの挙動がかえって不安定に陥りやすくスリップストリームが有効に使えないのが現状である。このためスリップストリームをより使いやすくすることなどを目的に、F1では2011年からドラッグリダクションシステム（DRS）が導入されており、ドイツツーリングカー選手権（DTM）などの他カテゴリにもDRSを導入する動きがある。
なおスリップストリームの活用はサーキットなどの閉鎖路において競技者の相互信頼のもとで成り立つ競技行為であるため、一般路上においてどういう人が運転しているのかがわからない者同士行うことは、大変な危険行為である。

### 自転車
自転車競技でもモータースポーツ同様に重要なテクニックとなっている。ロードレースでは、一人の選手が先頭で長距離を走行することによる疲労を防ぐ目的で先頭交代が併用されるが、エース格の選手は勝負どころになるまで先頭には出ず、各チームのアシスト達が先頭交代を行う。また、平坦なコースにおける大きな集団でのゴールの直前では同チームの選手が縦一列に並ぶ「トレイン」が見られるなど、スリップストリームを利用したチーム戦術が発達している。
但しトライアスロン（一部のエリートレースは除く）や、ロードレースでも個人タイムトライアルの場合は、先行する選手に過度に接近することが禁止されている。またタイヤのパンクや機材故障等で集団から遅れた選手が、集団に復帰するためにカメラバイクやチームカー・ニュートラルカー等を風除けに使うことが往々にして見られるが、これもルール上は禁止行為である（実際は悪質なものを除いて黙認されている）。
競輪においても、先頭を走る選手は空気抵抗を受けて不利な立場に追い込まれるため、かつてはレース中に先頭を走ることを「トップ引き」と呼び、格下の選手が行うものとされていた。現在は「先頭固定競走」として、レース残り1周半程度までは競走に参加しない「先頭誘導員」と呼ばれる選手が先頭を走る形式のレースが一般的となっており、「トップ引き」は行われない。また先頭誘導員退去後に空気抵抗を避けて競走を有利に運ぶ目的で、ほとんどの競走では複数の選手がラインを組んでゴール直前（普通最終ラップの3～4コーナーあたり）まで共闘する。
国際ルールのケイリンでも、風圧の影響によるハンデを受けないようにするため、ゴールまで残り600～700m程度までの間先頭に「ペーサー」と呼ばれる動力付自転車（オートバイもしくは電動アシスト自転車）が入り、日本の競輪における先頭誘導員と同様の役目を果たす。

### スケート
スピードスケートやショートトラックスピードスケートにおいても、スリップストリームは重要なファクターとなる。スピードスケートでは個人競技で同走選手のスリップを意図的に利用する行為は「同走選手への進路妨害」として失格の対象となるが、「団体追い抜き（チームパシュート）」においては3人目の選手が1人目･2人目選手のスリップストリームを如何に利用するかが勝負の鍵となる。またショートトラックやマススタートではリンクの中を密集状態で走るため、前方選手のスリップを利用してどのタイミングで抜け出すかが勝負を決める最大の要素となる。

### 陸上競技
陸上競技の速度域におけるスリップストリームの範囲・効果は上記のカテゴリほどではないが、それでも長距離種目（特にマラソン、駅伝）において、前を走る選手を風除けに使うことで体力の消耗を防げることが広く知られており、近年は大きなマラソン大会では風除け等のためにペースメーカーを配置することが多く行われている。また100メートル競走などの短距離トラックレースでは選手ごとに走行レーンが決められており、走行中にスリップストリームが利用できないようになっている。

### 船舶
船舶も速度域の関係で走行中に相応のスリップストリームが発生するが、こと競艇の場合は、それ以上に水上で発生するモーターボート後方の「引き波」が後ろの艇の推進力を大きく損なってしまうため、スリップストリームが結果要素になりにくい、スピード系競技としては珍しい競技カテゴリとなっている。ゆえに競艇ではスタート後の第1ターンでトップに立った艇がそのまま1位でゴールインする場合が殆どであり、2位以下の順位変動はむしろ首位走行艇などの先行艇の起こした引き波が大きな要因となる。

## その他
テレビゲームにおいてもスリップストリームの原理を採用したものが登場しており、ファイナルラップ（ナムコ）を皮切りに、マリオカートシリーズや爆走デコトラ伝説シリーズ、デイトナUSAシリーズやグランツーリスモシリーズ、リッジレーサーシリーズ、Forza Motorsportシリーズ等においてスリップストリームの有効性がゲームシステムに組み込まれている。
アニメ「ガールズ&パンツァー」ではこの原理を利用して速度の遅い重戦車を加速させるという荒業が描かれている。
プロペラ飛行機の場合、スリップストリームの中に操縦舵面を配置した場合、そうでない場合よりも舵の効きが強くなる。それとは逆の作用としてスリップストリーム中に舵を配置した場合、エンジンの出力状態によって舵の効きが変化し、諸々の好ましくない効果が生じる。